# Henningsomyces
Henningsomyces — рід грибів родини Schizophyllaceae. Назва вперше опублікована 1898 року.

## Галерея

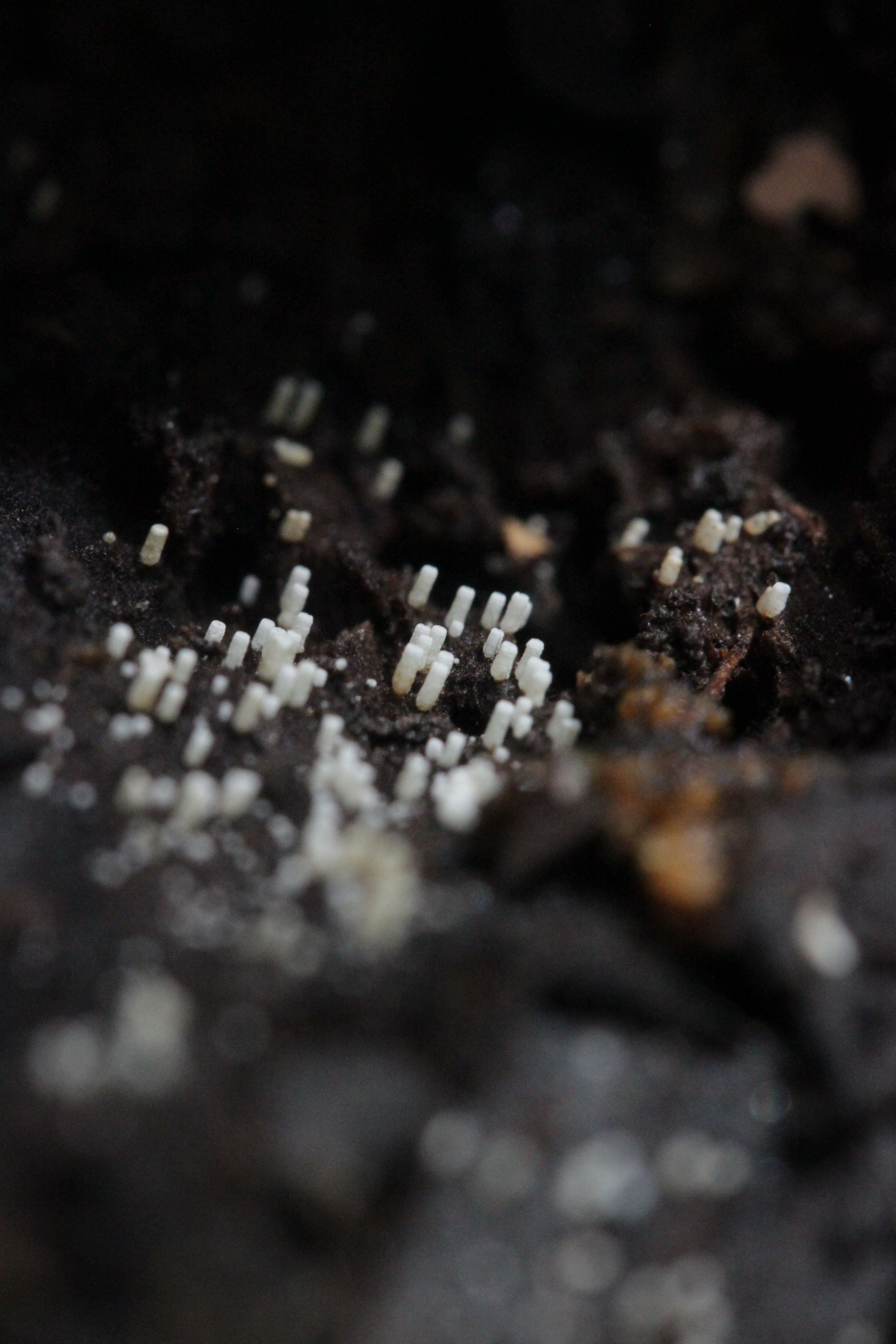
Henningsomyces candidus
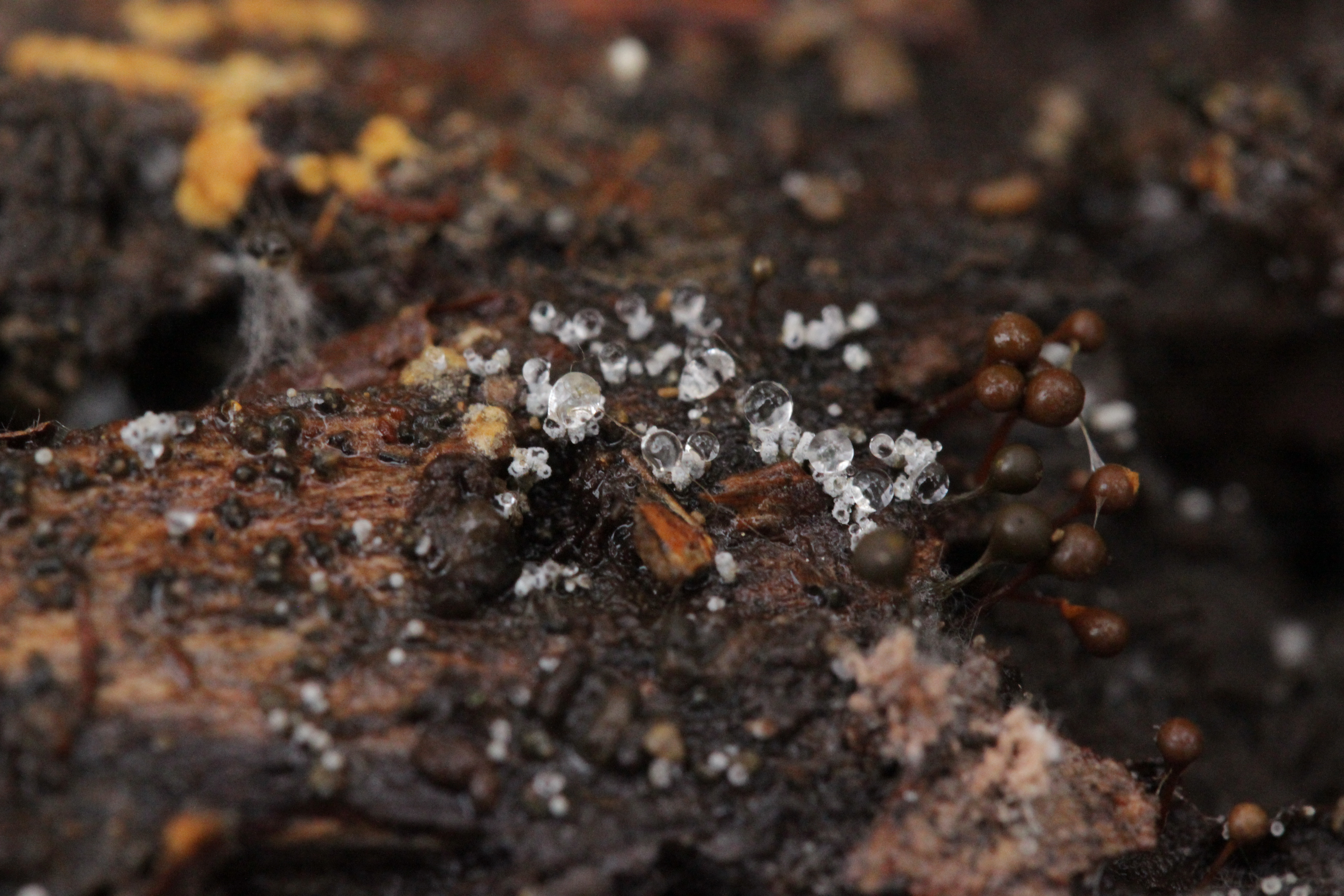
Henningsomyces candidus
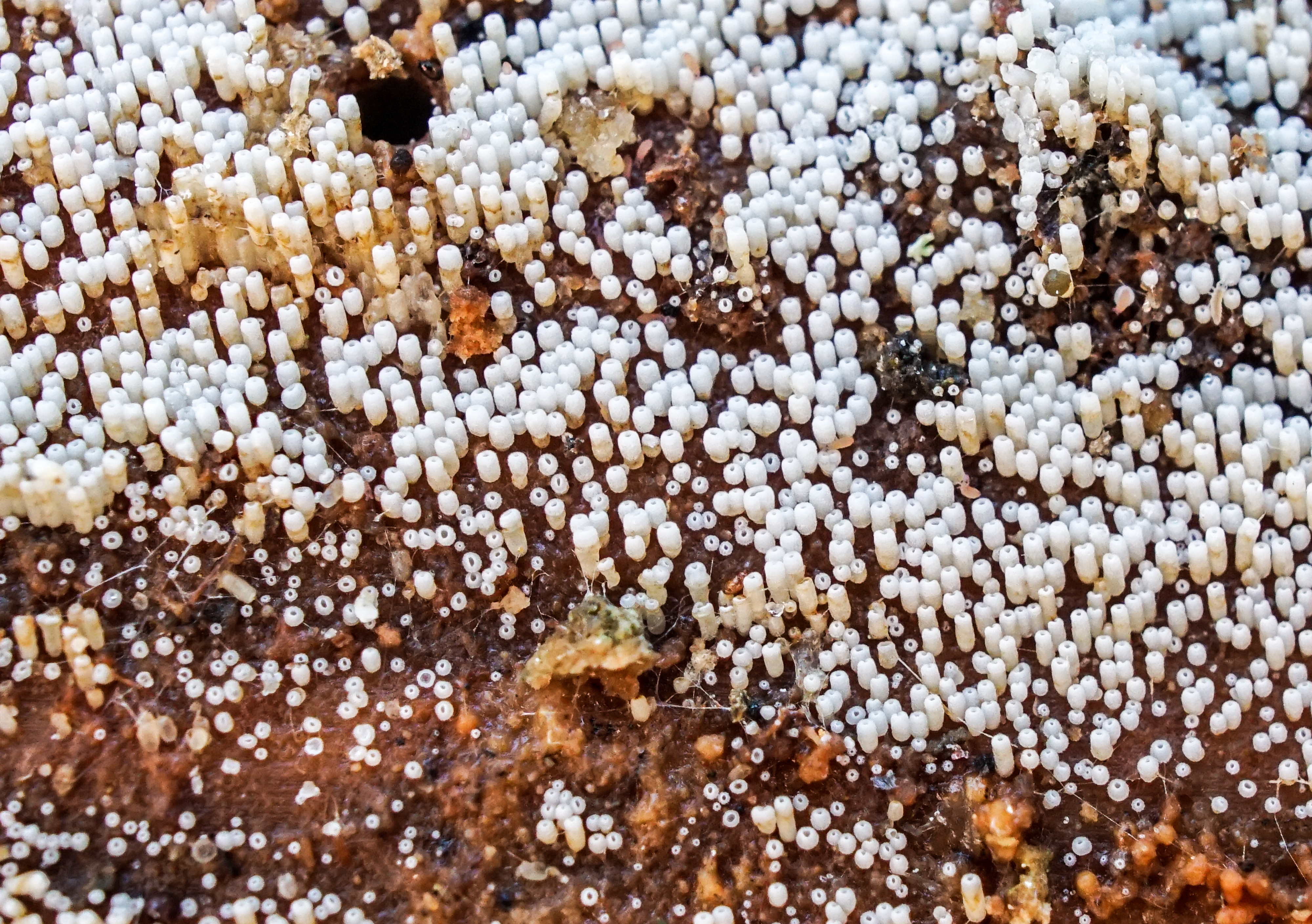
Henningsomyces candidus